# Las Bulla
Las Bulla (2017-2021) fue una organización feminista formada por hinchas del Club Universidad de Chile tanto de su rama femenina como masculina. Este colectivo fue creado en Santiago de Chile a finales del 2017, a partir de la comisión de género de la Asamblea de Hinchas Azules y su accionar tanto al interior de la cancha como en otros espacios de socialización. El principal aporte de Las Bulla consistió en denunciar la violencia machista y visibilizar la participación activa de las mujeres al interior de la hinchada, de los estadios, de Los de Abajo y de los distintos espacios ligados al mundo del fútbol.

## Historia

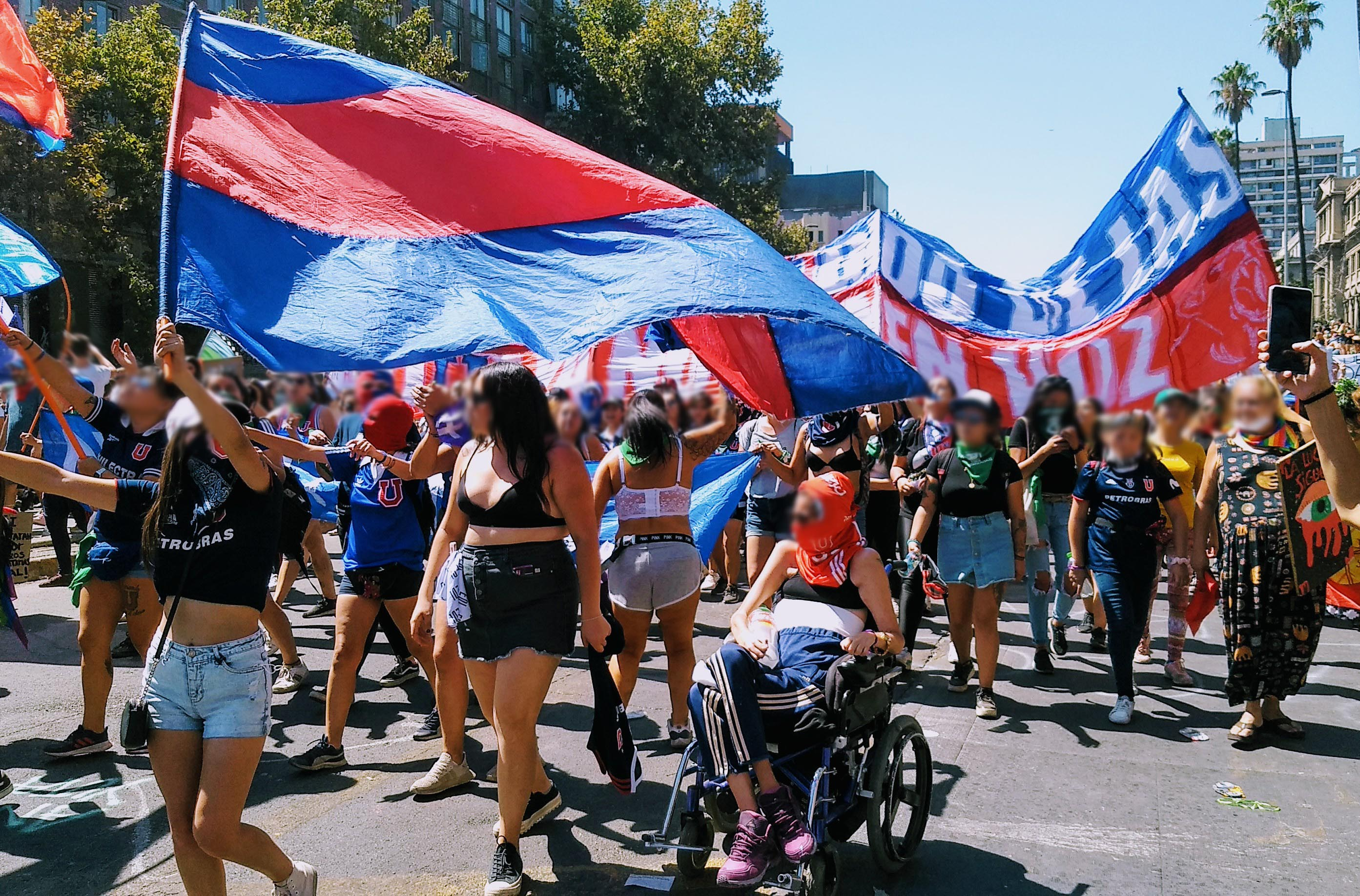
Las Bulla en el Día de la Mujer Trabajadora en Santiago de Chile 2020

El trabajo organizacional de Las Bulla se articuló de diversas maneras, centrándose en visibilizar y valorar el lugar que ocupaban y ocupan las mujeres hinchas del fútbol. Su trabajo, además, estuvo marcado por un ejercicio político de corte feminista, pro-aborto y contrario a las sociedades anónimas y el fútbol de mercado. Este trabajo, que emparentaba con las demandas de la Asamblea de Hinchas Azules, se denominó feminismo bullanguero, cuyas actividades estaban «enfocadas en la recuperación del club y cómo esa recuperación debe ser inclusiva para todas, todos y todes sin distinciones». Instalar la reflexión de género desde las galerías fue una disputa que iniciaron Las Bulla, sin embargo, su transformación requerirá de una lucha transversal a largo plazo.
Su activismo denunciaba también las estructuras patriarcales al interior de las barras, cuyo posicionamiento tradicional discrimina, vulnera, ridiculiza y maltrata a las mujeres y a los cuerpos feminizados. Ejemplo de ello es la denominación de madres, zorras o monjas entre las distintas hinchadas del fútbol chileno como también la utilización de muletillas machistas durante el Himno de la Universidad de Chile.
Para enfrentar la masculinización o hiper-masculinización del espacio futbolista, el colectivo articuló un trabajo entre pares; mujeres y disidencias, para impulsar la sororidad, los espacios de confianza y la contención entre las bullangueras. Esta línea de camaradería marca el espíritu de la Universidad de Chile, pero además, enfatiza la búsqueda política por construir club, entre las actividades realizadas se encontró la participación en las movilizaciones feministas del país, la publicación de libros, la organización de talleres de educación sexual, de afectividad, de acondicionamiento físico, la participación en ferias bullangueras y el ejercicio permanente por promover la memoria bullanguera desde la conciencia de género.
Un hito negativo, que potenció la articulación de la demanda de género al interior del fútbol chileno, derivó de la denuncia de una violación múltiple, acaecida el 29 de abril de 2018, cuando un grupo de cinco hombres vestidos con camisetas de la Universidad de Chile persiguieron, atacaron y violaron a una mujer en las inmediaciones de la estación Ñuble del Metro de Santiago. Este nefasto episodio, que tuvo gran divulgación en los medios de prensa, evidenció la urgencia y la relevancia por modificar las desigualdades sociales que oprimen a las mujeres. De hecho, la Barra Los de Abajo emitió un comunicado público donde enfatizaban que: «Seguiremos luchando para que nuestras camaradas y todas las mujeres sean respetadas y jamás vuelva a ocurrir algo similar».
Luego de estos hechos -que impulsaron la reflexión entre fútbol y género-, se han realizado distintos encuentros (como el Primer Encuentro de Mujeres Hinchas en el Fútbol) y han surgido nuevas organizaciones colectivas (como la Coordinadora Feminista de Mujeres y Disidencias en el Fútbol). Otra práctica de la agrupación fue el apoyo y el seguimiento a las campañas de la rama femenina de la Universidad de Chile, donde algunas jugadoras como Fernanda Pinilla, Daniela Zamora y Carla Guerrero han tenido un papel crucial en cuestionar y defender la vinculación profesional de las mujeres en el fútbol.

## Publicaciones
- Y tengo un gran amor (2021). En impresión.[4]
- En desnudo de mujer (2019). Libro por y para mujeres bullangueras. Autogestionado.

## Movilizaciones
2020:
- 8 de marzo, en el contexto del Día Internacional de la Mujer Trabajadora.

2019:
- 19 de diciembre, en una versión de Un violador en tu camino de Lastesis.
- 25 de noviembre, en el contexto del Día Internacional de la Eliminación de la Violencia contra la Mujer.
- 25 de julio, en el contexto del Día del Aborto Libre y la Mujer Afrolatina.
- 8 de marzo, en el contexto del Día Internacional de la Mujer Trabajadora.[14]

2018:
- 22 de noviembre, en el contexto del Día Internacional de la Eliminación de la Violencia contra la Mujer.
- 2 de mayo, en el contexto de una violación múltiple por parte de hinchas de la Universidad de Chile.[15]